# باولا بونت
باولا بونت (بالإسبانية: Paula bonet)‏ هي رسامة ورسامة توضيحية إسبانية، ولدت في 1980 في فياريال في إسبانيا.